# یواس‌اس تریتون (اس‌اس‌آران-۵۸۶)
یواس‌اس تریتون (اس‌اس‌آران-۵۸۶) (به انگلیسی: USS Triton (SSRN-586)) یک زیردریایی بود که طول آن ۴۴۷ فوت ۶ اینچ (۱۳۶٫۴۰ متر) بود. این زیردریایی در سال ۱۹۵۸ ساخته شد.